# Communauté de communes la Domitienne
Die Communauté de communes la Domitienne ist ein französischer Gemeindeverband mit der Rechtsform einer Communauté de communes im Département Hérault in der Region Okzitanien. Er wurde am 24. Juni 1993 gegründet und umfasst acht Gemeinden. Der Verwaltungssitz befindet sich im Ort Maureilhan.

## Mitglieder
| Gemeinde                             | Einwohner 1. Januar 2022 | Fläche km² | Dichte Einw./km² | Code INSEE | Postleitzahl |
| ------------------------------------ | ------------------------ | ---------- | ---------------- | ---------- | ------------ |
| Cazouls-lès-Béziers                  | 5.185                    | 38,46      | 135              | 34069      | 34370        |
| Colombiers                           | 2.755                    | 10,14      | 272              | 34081      | 34440        |
| Lespignan                            | 3.355                    | 22,92      | 146              | 34135      | 34710        |
| Maraussan                            | 4.693                    | 12,37      | 379              | 34148      | 34370        |
| Maureilhan                           | 2.465                    | 10,55      | 234              | 34155      | 34370        |
| Montady                              | 4.020                    | 9,95       | 404              | 34161      | 34310        |
| Nissan-lez-Enserune                  | 4.077                    | 29,74      | 137              | 34183      | 34440        |
| Vendres                              | 2.671                    | 37,80      | 71               | 34329      | 34350        |
| Communauté de communes la Domitienne | 29.221                   | 171,93     | 170              | –          | –            |